# Viridovix
Viridovix was de Venellische aanvoerder van een Gallisch coalitieleger dat in 56 v.Chr. ten strijde trok tegen de Romeinse strijdkrachten van Julius Caesar. De Gallische naam "Viridovix" betekent waarschijnlijk machtige (virido) krijger (vix, vicos).
In 57 v.Chr. werden in het kader van de Gallische Oorlog alle Armoricaanse (Bretonse) stammen onderworpen door het Romeinse legioen van Publius Crassus, de oudste zoon van Crassus, die samen met Caesar en Pompeius het eerste triumviraat vormde. Enkele maanden later kwamen de Veneti in opstand tegen de Romeinse bezetters. Zij vroegen hulp aan de naburige Gallische stammen. Caesar trok ten strijde tegen de Veneti en stuurde zijn onderbevelhebber Quintus Titurius Sabinus met drie legioenen naar Normandië om af te rekenen met de Venelli, Lexovii en Curiosolitae, die onder leiding van Viridovix een groot Gallisch leger hadden opgericht.
Viridovix probeerde Sabinus tot een veldslag te verleiden, maar deze vond het te riskant om op te trekken tegen een Gallische overmacht. De Gallische krijgers van het verbond dwongen Viridovix en de andere hoofdmannen om tot een aanval over te gaan op het hooggelegen Romeinse legerkamp in het gebied tussen Vire en Avranches. Het Gallische coalitieleger werd verpletterend verslagen door de Romeinen.